# Kušernik
Kušernik je naselje v Občini Pesnica.